# Rysslands oblast
Oblast är en administrativ enhet i Ryssland med ett lokalt parlament (gubernskaja duma) och en guvernör (gubernator). Jämför med Sveriges län. 49 av Rysslands 89 federationssubjekt är oblaster. Se vidare Rysslands administrativa indelning.
| 1. Amur 2. Archangelsk 3. Astrachan 4. Belgorod 5. Brjansk 6. Tjeljabinsk 7. Chita 8. Irkutsk 9. Ivanovo 10. Kaliningrad 11. Kaluga 12. Kemerovo 13. Kirov 14. Kostroma 15. Kurgan 16. Kursk |  | 17. Leningrad 18. Lipetsk 19. Magadan 20. Moskva 21. Murmansk 22. Nizjnij Novgorod 23. Novgorod 24. Novosibirsk 25. Omsk 26. Orenburg 27. Orjol 28. Penza 29. Pskov 30. Rostov 31. Rjazan 32. Sachalin |  | 33. Samara 34. Saratov 35. Smolensk 36. Sverdlovsk 37. Tambov 38. Tomsk 39. Tver 40. Tula 41. Tiumen 42. Uljanovsk 43. Vladimir 44. Volgograd 45. Vologda 46. Voronezj 47. Jaroslavl |

## Källa
- Saunders, Robert A.; Strukov Vlad (2010) (på engelska). Historical dictionary of the Russian Federation [Elektronisk resurs]. Historical dictionaries of Europe ; 78. Lanham, Md.: Scarecrow Press. Libris 12078858. ISBN 9780810874602